# Coaticook
A Regionalidade Municipal do Condado de Coaticook está situada na região de Estrie na província canadense de Quebec. Com uma área de mais de mil quilómetros quadrados, tem, segundo o censo de 2005, uma população de cerca de dezoito mil pessoas sendo comandada pela cidade de Coaticook. Ela é composta por 12 municipalidades: 2 cidades, 9 municípios e 1 cantão.

## Municipalidades

### Cidades
- Coaticook
- Waterville

### Municípios
- Barnston-Ouest
- Compton
- Dixville
- East Hereford
- Martinville
- Saint-Herménégilde
- Saint-Malo (Quebec)
- Saint-Venant-de-Paquette
- Stanstead-Est

### Cantão
- Sainte-Edwidge-de-Clifton